# Cerveno
Cerveno là một đô thị trong tỉnh tỉnh Brescia thuộc vùng Lombardia, Ý. Đô thị này có diện tích 21 km², dân số 659 người. Các đô thị giáp ranh gồm: Braone, Ceto, Losine, Lozio, Malegno, Ono San Pietro, Paisco Loveno, Schilpario.